# Wisconsin Public Radio
Das Wisconsin Public Radio ist ein Netzwerk von 36 Public Radio Stationen im US-Bundesstaat Wisconsin. Insgesamt drei WPR-Programme werden in sieben Regionalstudios produziert. Neben dem Hauptprogramm, dem "Ideas Network" (Ideas), wird das "NPR News and Classical Network" (N&C) und das 24 Stunden All Classical Network (*) produziert.

## Programme
WPR produziert zwei mit dem Ideas Network und dem NPR News und Classic Network zwei Hauptprogramme. Sie werden über die Stationen des Netzwerkes analog und digital ausgestrahlt. Daneben wird auf dem HD2 Kanal der Stationen das "All Classical Network" gesendet.
WPR produziert die beiden Sendungen To the Best of Our Knowledge (TTBOOK) und Zorba Paster On Your Health, die über National Public Radio landesweit verbreitet werden.

## Geschichte
Die erste Station des Netzwerkes ging bereits 1922 auf Sendung: WHA des University of Wisconsin in Madison. Das Sendernetzwerk besteht seit 1948.

## Sender
Aushängeschild des "Idea Network" ist WHA 970 aus Madison und vom "NPR News and Classical Networks" ist es WERN in Madison.

### Idea Network
| Standort      | Frequenz | Rufzeichen | Notes                                                                 |
| ------------- | -------- | ---------- | --------------------------------------------------------------------- |
| Ashland       | 90.9 FM  | WUWS       |                                                                       |
| Adams         | 89.1 FM  | WHAA       |                                                                       |
| Delafield     | 90.7 FM  | WHAD       | Bedient den Milwaukee Radiomarkt mit Studios dort                     |
| Highland      | 91.3 FM  | WHHI       |                                                                       |
| Elgin, IL     | 88.9 FM  | WEPS       | Highschool Station mit WPRIN Übernahmen                               |
| Green Bay     | 88.1 FM  | WHID       |                                                                       |
| La Crosse     | 90.3 FM  | WHLA       |                                                                       |
| Madison       | 970 AM   | WHA        | WPR Aushängeschild                                                    |
| Madison       | 107.9 FM | W300BM     | UKW-Umsetzer von WHA                                                  |
| Madison       | 90.9 FM  | W215AQ     | Umsetzer von WHA via WERN-HD3                                         |
| Menomonie     | 88.3 FM  | WHWC       |                                                                       |
| Oshkosh       | 90.3 FM  | WRST-FM    |                                                                       |
| Park Falls    | 90.3 FM  | WHBM       |                                                                       |
| Platteville   | 89.1 FM  | WSSW       |                                                                       |
| Rhinelander   | 89.9 FM  | WHSF       |                                                                       |
| River Falls   | 88.7 FM  | WRFW       |                                                                       |
| Sheboygan     | 91,7 MHz | WSHS       | High school station carries WPRIN programming off-hours               |
| Sister Bay    | 91.9 FM  | WHDI       |                                                                       |
| Stevens Point | 930 AM   | WLBL       |                                                                       |
| Superior      | 91.3 FM  | KUWS       |                                                                       |
| Wausau        | 91.9 FM  | WLBL-FM    | Timeshare mit WXPW; sendet sein eigenes WLBL Programm in Zeitfenstern |
| Wausau        | 101.3    | W267BB     | Analog Umsetzer von WHRM-HD3, itself translating WLBL (AM)            |

### NPR News & Classic Network
| Standort         | Frequenz (UKW) | Rufzeichen | Anmerkung                                         |
| ---------------- | -------------- | ---------- | ------------------------------------------------- |
| Brule (Superior) | 89,9 MHz       | WHSA       |                                                   |
| Eau Claire       | 89.7 FM        | WUEC       |                                                   |
| Elkhorn          | 101.7 FM       | W269BV     | Umsetzer von WGTD                                 |
| Green Bay        | 89.3 FM        | WPNE       |                                                   |
| Lake Geneva      | 103.3 FM       | W277BM     | Umsetzer von WGTD                                 |
| Kenosha          | 91.1 FM        | WGTD       | Affiliate im Besitz der Gateway Technical College |
| La Crosse        | 88.9 FM        | WLSU       |                                                   |
| Madison          | 88.7 FM        | WERN       | WPR Aushängeschild                                |
| Menomonie        | 90,7 MHz       | WVSS       |                                                   |
| Sister Bay       | 89.7 FM        | WHND       |                                                   |
| Superior         | 88.5 FM        | WSSU       |                                                   |
| Washburn         | 104.7 FM       | WHWA       |                                                   |
| Wausau           | 90.9 FM        | WHRM       |                                                   |